# Михайлов, Алексей Алексеевич (футболист)
Алексе́й Алексе́евич Миха́йлов (3 февраля 1952) — советский футболист, защитник и полузащитник.

## Карьера
В 1973 году выступал за калужский «Локомотив», сыграл в том числе в товарищеском матче со сборной СССР. С 1975 по 1977 год защищал цвета «Шинника», в 101 встрече первенства отметился 4 голами, и ещё 2 матча сыграл в Кубке СССР в 1976 году. Завершал сезон 1977 года в московском «Торпедо», но на поле не выходил.
В 1978 году снова выступал за «Шинник», в 38 встречах первенства забил 1 мяч, и ещё 2 поединка сыграл в Кубке. С 1979 по 1980 год играл за московский «Локомотив», в составе которого дебютировал в Высшей лиге СССР, где провёл за это время 28 матчей. Кроме того, сыграл 7 встреч и забил 1 гол в розыгрышах Кубка.
Завершал сезон 1980 года в «Кубани», принял участие в 4 матчах команды в чемпионате. С 1981 по 1982 год опять играл за «Шинник», провёл 37 встреч в первенстве и 8 поединков в Кубке СССР. В 1990 году сыграл 10 матчей за «Знамя Труда».

## После карьеры
Участвует в различных любительских ветеранских турнирах.